# Aphelotoma
Aphelotoma  (лат.) — род ос из семейства Ampulicidae, включающий около 10 видов. Эндемики Австралии, встречаются в штатах Квинсленд, Новый Южный Уэльс, восточная Австралия и на острове Тасмания. Мелкие осы (5—8 мм), чёрные и красно-коричневые. Мандибулы самцов с субапикальным забцом на внутреннем крае. Охотятся на тараканов (Bohart & Menke, 1976). 
- Aphelotoma affinis R. Turner, 1910 — Квинсленд (Австралия)
- Aphelotoma auricula Riek, 1955 — Квинсленд (Австралия)
- Aphelotoma fuscata Riek, 1955 — Новый Южный Уэльс (Австралия)
- Aphelotoma melanogaster Riek, 1955 — восточная Австралия
- Aphelotoma nigricula  Riek, 1955 — восточная Австралия
- Aphelotoma rufiventris  R. Turner, 1914 — Квинсленд (Австралия)
- Aphelotoma striaticollis  R. Turner, 1910 — Квинсленд (Австралия)
- Aphelotoma tasmanica Westwood, 1841 — Тасмания, южная Австралия